# Гонеза
Гонѐза (на италиански и на сардински: Gonnesa) е градче и община в Южна Италия, провинция Южна Сардиния, автономен регион и остров Сардиния. Разположено е на 40 m надморска височина. Населението на общината е 5161 души (към 2010 г.).